# Зоопарк Нейпьидо
Зоопарк Нейпьидо (бирм. တိရစ္ဆာန်ဥယျာဉ် (နေပြည်တော်); англ. Naypyidaw Zoological Gardens) — зоологический парк в столице Мьянмы Нейпьидо. Самый большой зоопарк Мьянмы и Юго-Восточной Азии.

## Описание
Зоопарк Нейпьидо — самый крупный по величине зоопарк в Мьянме и в Юго-Восточной Азии. Расположен на шоссе Янгон-Мандалай, примерно в 400 км к северу от Янгона. Площадь зоопарка составляет 247 га. В 2008 году сюда было перевезено 420 животных из Янгонского зоопарка. Открылся в 2008 году в День вооруженных сил Мьянмы 27 марта.
В зоопарке представлены слоны, крокодилы, тигры, олени, леопарды, обезьяны, а также белые тигры, зебры и кенгуру. Кроме этого здесь оборудован кондиционированный вольер для пингвинов, несмотря на то, что в стране существует постоянный дефицит электроэнергии.
В декабре 2009 года в зоопарке было 634 животных 89 видов, в том числе 304 млекопитающих 34 различных видов; 265 птиц 44 видов и 65 рептилий 11 видов.

## Галерея

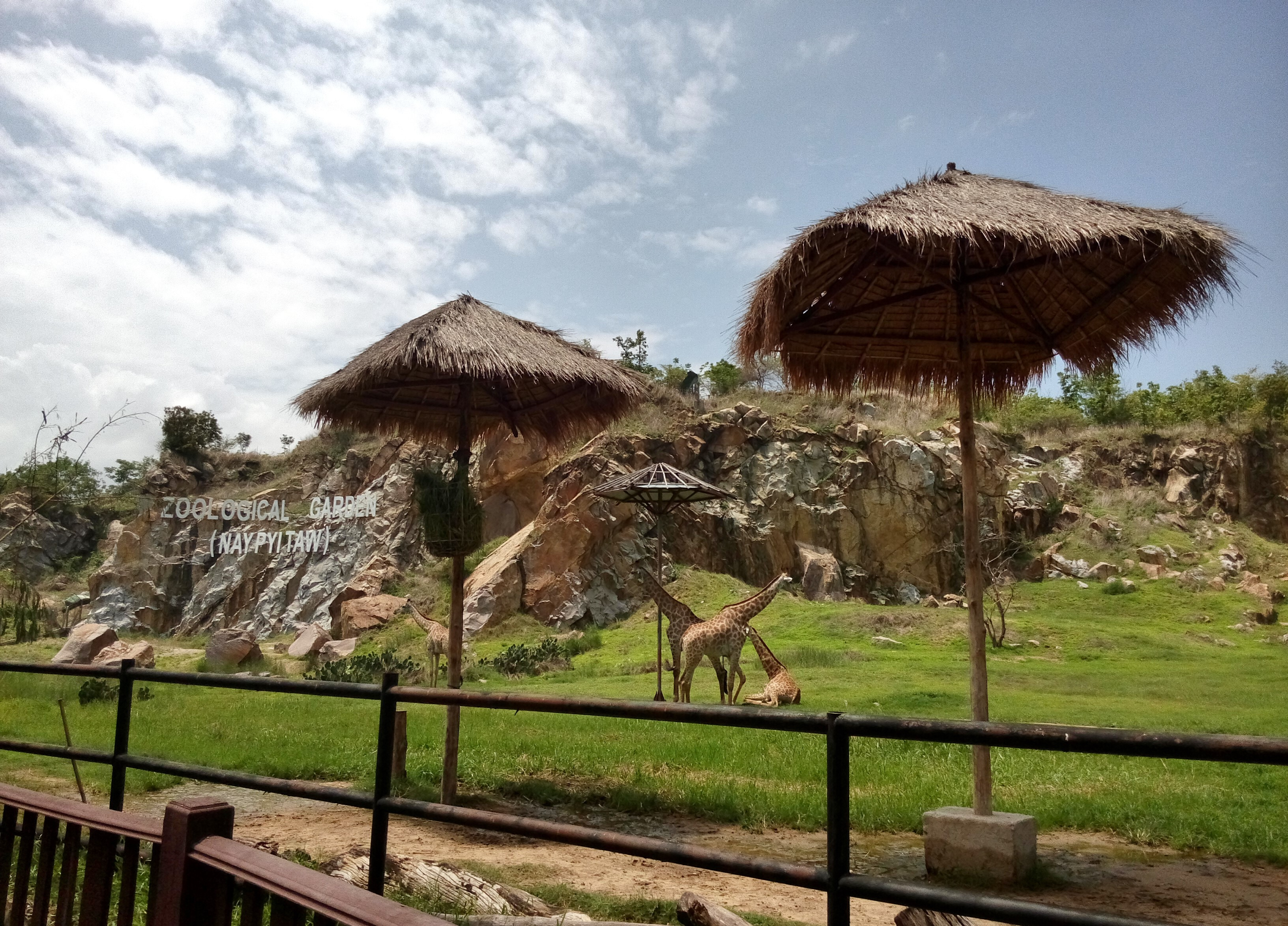
Вид на зоопарк
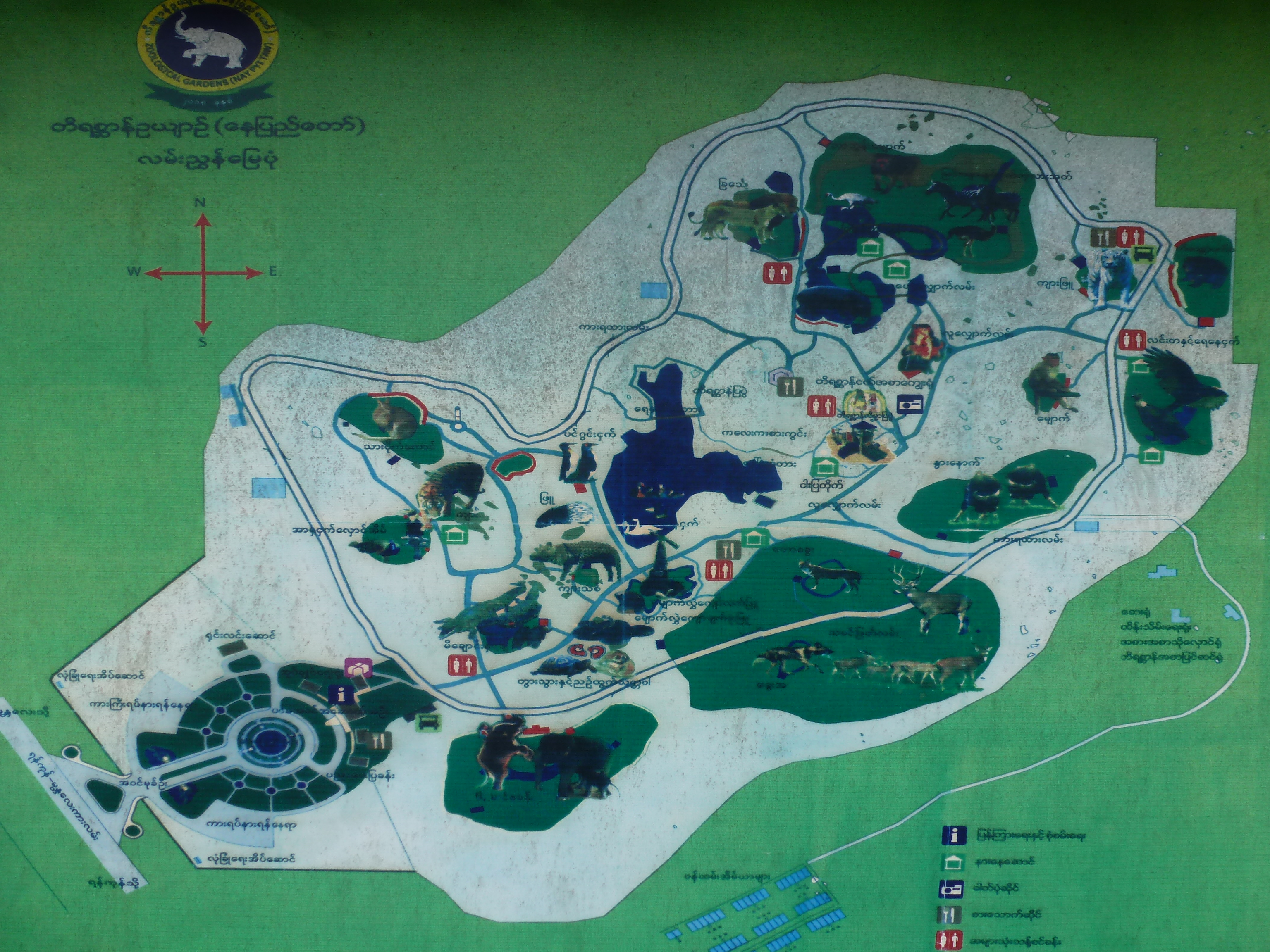
Схема зоопарка
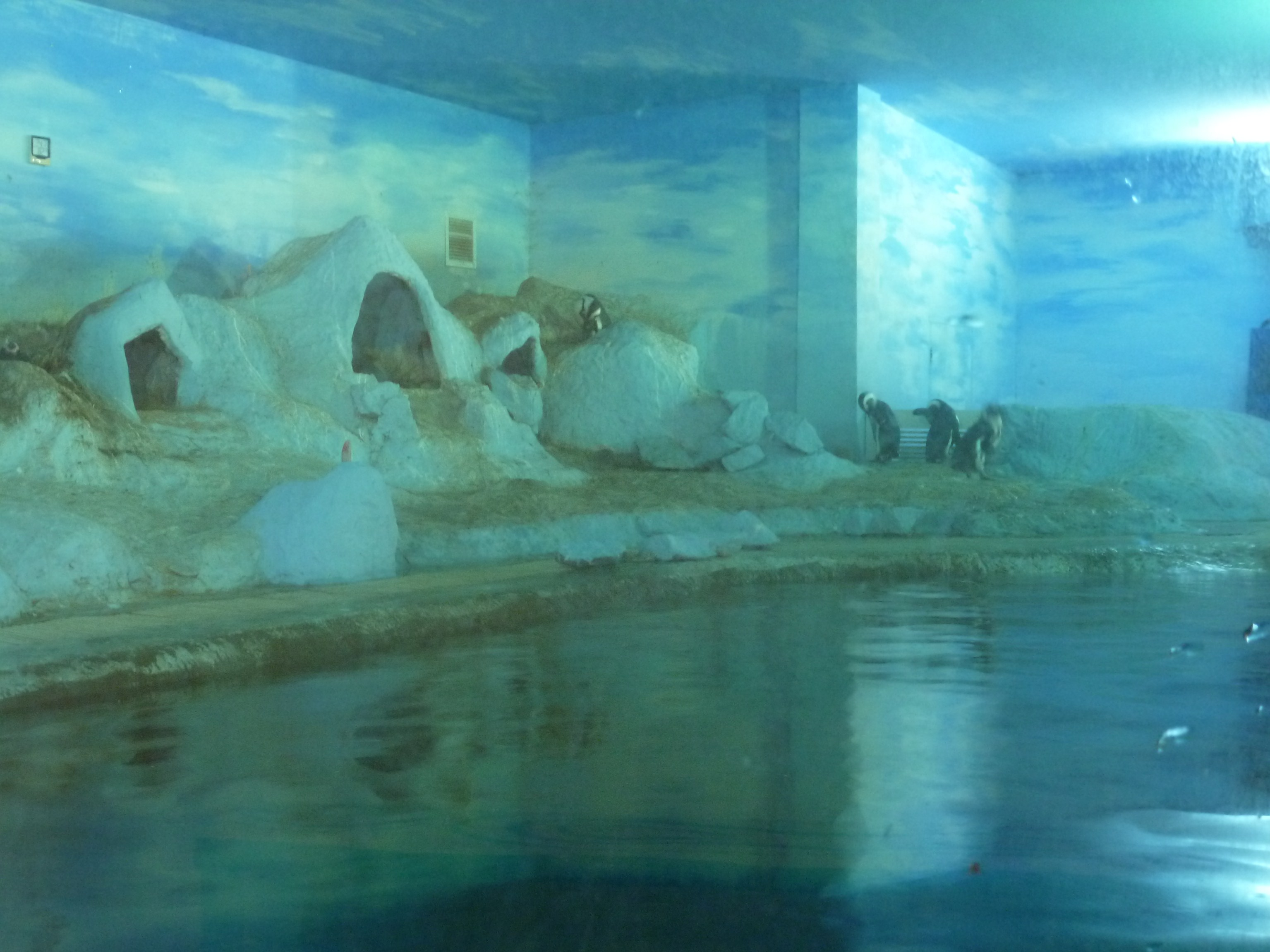
Вольер пингвинов
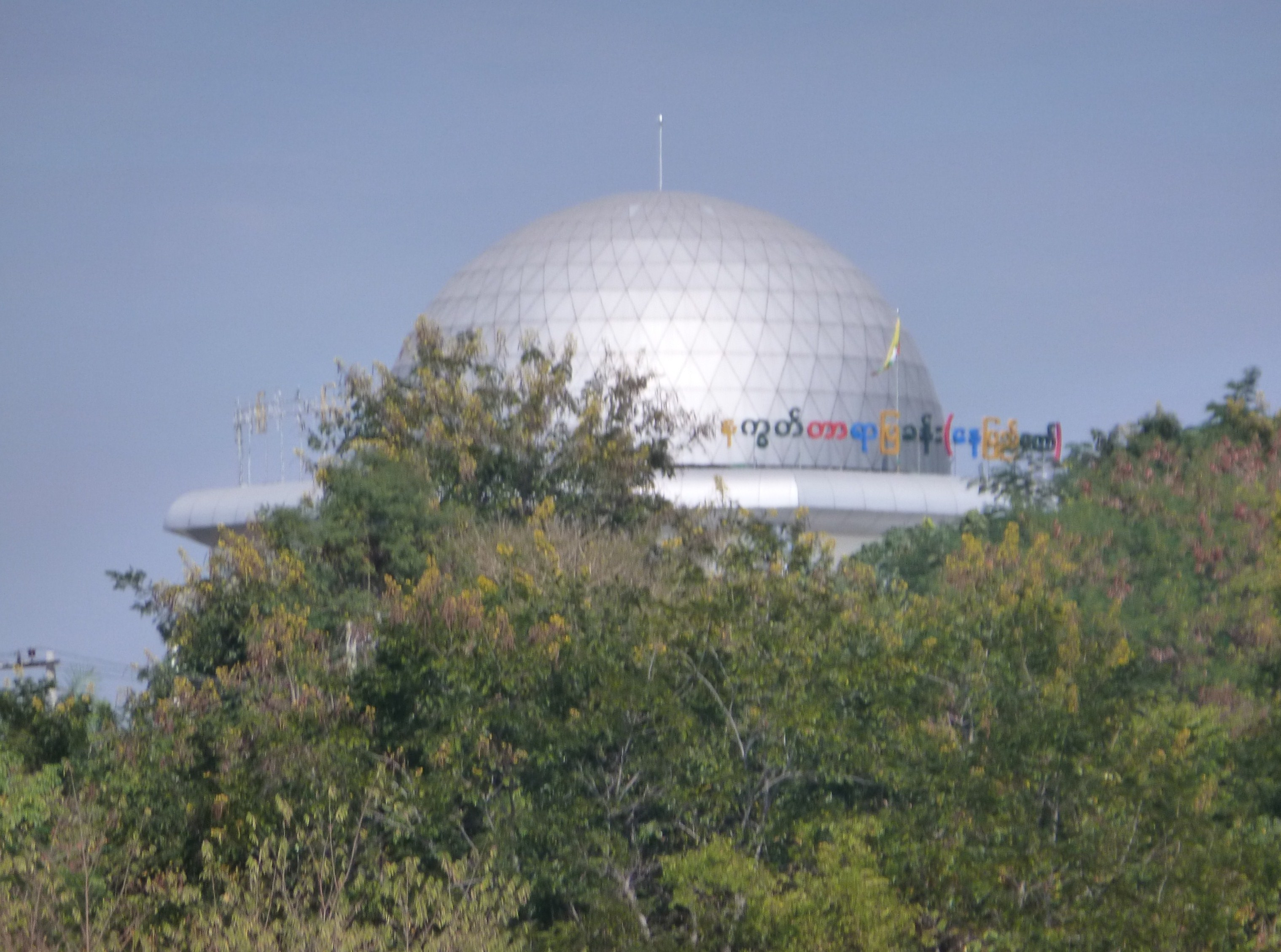
Планетарий